# Выпуск 1843 года (Вест-Пойнт)
Выпуск 1843 года в американской военной академии Вест-Пойнт дал стране 16 генералов. 21 выпускник этого года стали участниками гражданской войны, из них 4 сражались на стороне Юга, 17 — на стороне Севера. Среди выпускников этого года были верховный главнокомандующий армии США и будущий президент США Улисс Грант и корпусной генерал Уильям Франклин. Самуэль Фрэнч писал, что выпуск 1843 года имел две особенности: все выпускники, кто дожил до 1861 года, приняли участие в Гражданской войне и все, кроме одного, дослужились до генеральского звания.
Суперинтендантом академии в 1843 году был Ричард Делафилд.
| Имя                 | ранг | штат | звание            | примечания |
| ------------------- | ---- | ---- | ----------------- | --- |
| Уильям Франклин     | 1    | PA   | генерал-майор     | Участник мексиканской войны, генерал федеральной армии во время гражданской войны, командир VI корпуса Потомакской армии.                                                                |
| Джордж Дешон        | 2    | CT   | первый лейтенант  | Преподавал в Вест-Пойнте географию, историю и этику. |
| Томас Бреретон      | 3    | D.C. | первый лейтенант  | Участник мексиканской войны, покинул армию в 1858, занялся нефтяным бизнесом. |
| Джон Грелод         | 4    | PA   | капитан           | преподавал в Академии математику и французский язык, умер в 1857 |
| Уильям Рейнольдс    | 5    | О    | полковник         | военный инженер, участник мексиканской и гражданской войн. |
| Айзек Куинби        | 6    | NJ   | Бригадный генерал | преподаватель Вест-Пойнта, преподаватель Рочестерского Университета, бригадный генерал федеральной армии и участник Виксбергской кампании. Покинул армию в 1863 году.                    |
| Росвелл Рипли       | 7    | О    | бригадный генерал | Участник мексиканской войны, бригадный генерал армии Конфедерации в годы гражданской войны.                                                                                              |
| Джон Пек            | 8    | NY   | генерал-майор     | Участник мексиканской войны, генерал федеральной армии в годы гражданской войны. |
| Джон Джонстон       | 9    | VA   | первый лейтенант  | артиллерист, участник мексиканской войны, убит в сражении при Контрерас (1847). |
| Джозеф Рейнолдс     | 10   | KY   | генерал-майор     | Преподаватель Вест-Пойнта, генерал федеральной армии в годы гражданской войны, начальник штаба Камберлендской армии, командир XIX корпуса.                                               |
| Джеймс Харди        | 11   | NY   | вр. генерал-майор | преподаватель Вест-Пойнта, в годы войны служил адъютантом при главнокомандующем Макклеллане, и впоследствии на штабных должностях в Потомакской армии.                                   |
| Генри Кларк         | 12   | PA   | вр. генерал-майор | Участник мексиканской войны, преподаватель Вест-Пойнта, в гражданскую войну — штабной офицер Потомакской армии.                                                                          |
| Джекоб Букер        | 13   | IND  | первый лейтенант  | Участник мексиканской войны, умер в 1849. |
| Самуэль Фрэнч       | 14   | CT   | генерал-майор     | участник мексиканской война, в годы гражданской войны дивизионный генерал Теннессийской армии.                                                                                           |
| Теодор Чадберн      | 15   | ME   | второй лейтенант  | Участник мексиканской войны, погиб в сражении при Ресака-де-ла-Пальма (1846). |
| Кристофер Огур      | 16   | NY   | генерал-майор     | участник мексиканской воны и индейских войн, комендант кадетов Вест-Пойнта, дивизионный генерал федеральной армии в годы гражданской войны, командующий военным департаментом Вашингтон. |
| Франклин Гарднер    | 17   | NY   | генерал-майор     | участник мексиканской войны, бригадный и дивизионный генерал армии Конфедерации на Западе, попал в плен в боях за Порт-Гудзон.                                                           |
| Джордж Стивенс      | 18   | VT   | второй лейтенант  | участник мексиканской войны, утонул при переправе через Рио-Гранде в 1846. |
| Эдмондс Голуэй      | 19   | KY   | капитан           | участник мексиканской войны, в годы гражданской войны — командир 1-го Миссурийского пехотного полка армии Конфедерации.                                                                  |
| Льюис Нейл          | 20   | VA   | первый лейтенант  | участник мексиканской войны, умер в 1850 году. |
| Улисс Грант         | 21   | О    | Полный генерал    | Участник мексиканской войны, главнокомандующий армии США в годы Гражданской войны, президент США.                                                                                        |
| Джозеф Поттер       | 22   | NH   | бригадный генерал | участник мексиканской войны, генерал федеральной армии в годы Гражданской войны. |
| Роберт Хэзлит       | 23   | PA   | Второй лейтенант  | участник мексиканской войны, погиб в сражении при Монтеррей. |
| Элиазер Пейн        | 24   | O    | бригадный генерал | генерал федеральной армии |
| Эдвин Хау           | 25   | NY   | первый лейтенант  | участник мексиканской войны, умер в 1850 году. |
| Лафайет Вуд         | 26   | VA   | капитан           | участник мексиканской войны, умер в 1858 |
| Чарльз Гамильтон    | 27   | NY   | генерал-майор     | Участник мексиканской войны, генерал федеральной армии в годы Гражданской войны. |
| Уильям Ван Боккелен | 28   | NY   | капитан           | Участник мексиканской войны, разжалован в мае 1861 года за растрату казенных средств. |
| Альфред Грозет      | 29   | NY   | первый лейтенант  | участник мексиканской войны, умер в 1855 |
| Чарльз Джарвис      | 30   | ME   | первый лейтенант  | участник мексиканской войны, умер в 1849 году. |
| Фредерик Стил       | 31   | NY   | генерал-майор     | участник мексиканской войны, генерал федеральной армии в годы Гражданской войны. |
| Генри Селден        | 32   | VT   | полковник         | Участник мексиканской войны и офицер федеральной армии в годы гражданской войны (воевал на территории Нью-Мексико).                                                                      |
| Руфус Ингаллс       | 33   | МЕ   | бригадный генерал | Участник мексиканской войны, в годы гражданской войны — начальник тыловой службы Потомакской армии.                                                                                      |
| Фредерик Дент       | 34   | MO   | бригадный генерал | Участник мексиканской войны и индейских войн, с 1863 году участвовал в гражданской войне, адъютант при генерале Улиссе Гранте, военный комендант Ричмонда.                               |
| Джон Макфреран      | 35   | KY   | полковник         | участник мексиканской войны, штабной офицер федеральной армии в годы гражданской войны.                                                                                                  |
| Генри Джуда         | 36   | MD   | бригадный генерал | участник мексиканской войны, дивизионный генерал федеральной армии в годы гражданской войны.                                                                                             |
| Норман Элтинг       | 37   | NY   | второй лейтенант  | покинул армию в 1846 году. |
| Кейв Коутс          | 38   | TN   | первый лейтенант  | покинул армию в 1851 году. |
| Чарльз Мерчант      | 39   | NH   | первый лейтенант  | участник мексиканской войны и индейских войн, умер в 1855 |
| Джордж Макклеланд   | 40   | PA   | второй лейтенант  | участник мексиканской войны, в 1847 году отчислен за неподобающее поведение и пьянство.                                                                                                  |

| Выпускники 1843 года                                                                |
| ----------------------------------------------------------------------------------- |
| - Чарльз Гамильтон - Улисс Грант - Кристофер Огур - Росвелл Рипли - Уильям Франклин |